# Cséby József (pártmunkás, 1892–1919)
Ifj. Cséby József (Pécs, 1892. június 29. – Cece, 1919. augusztus 14./augusztus 17.) pártmunkás, id. Cséby József fia.

## Élete
A kommün idején Tolna vármegye katonai biztosának tették meg, illetve a megye ezredparancsnoka is ő volt. 1919 júniusában a dunántúli ellenforradalmak idején ő szervezte meg Szekszárd védelmét. A tanácsköztársaság összeomlása után augusztus elején letartóztatták, majd testvérével, Lászlóval együtt agyonlőtték.